# Nannobrachium atrum
Nannobrachium atrum és una espècie de peix de la família dels mictòfids i de l'ordre dels mictofiformes.

## Morfologia
- Els mascles poden assolir 14 cm de longitud total.
- Nombre de vèrtebres: 36-39.[4][5]

## Depredadors
A les Illes Açores és depredat per Beryx decadactylus i Beryx splendens, i a les Filipines per Lagenodelphis hosei i Stenella longirostris.

## Hàbitat
És un peix marí i d'aigües profundes que viu entre 60-1.100 m de fondària.

## Distribució geogràfica
Es troba a l'Atlàntic (generalment, entre 17°N-58°N i 15°S-40°S), el sud-oest del Pacífic (entre Austràlia i Nova Zelanda, incloent-hi el Mar de Tasmània) i l'Antàrtic (45° 10′ S, 69° 12′ E).